# Livet är en fest (TV-program)
Livet är en fest är ett svenskt underhållningprogram producerat av Mastiff och sändes på TV3 under mitten av 1990-talet. Programledare var Kristin Kaspersen.
Programformatet bestod i att en "vanlig familj" fick berätta om sig själva och låta sin vardag spelas in. Därefter producerades en sitcom där scenerier byggts för att efterlikna familjens hem och skådespelare sminkats för att se ut som familjemedlemmarna. Familjerna fick till sist se resultatet i en studio inför publik.